# RPR 검사
RPR 검사 ( Rapid plasma reagin )는 빠른 진단 검사의 한 형태로 환자의 혈액 안에 있는 불특정한 항체를 찾는 방법이다. 
VDRL (Venereal Disease Research Laboratory)과 더불어 매독을 검사하기 위해 개발된 검사이다.  RPR은 좀 더 진보된 VDRL이다.  RPR은 VDRL의 항원이다.  이것은 탄소 또는 정교하게 분해된 숯 입자를 포함한다.  RPR 검사는 현미경을 사용하지 않고 실행가능 하다.   RPR은 VDRL과 대조하여 검사의 용이성과 쉽게 구입할 수 있기 때문에 가장 선호되는 매독 검사이다.